# Pål Nils Nilsson
Inge Pål-Nils Nilsson (7. července 1929 – 25. května 2002), byl švédský fotograf a filmař aktivní od 50. do 90. let 20. století.

## Životopis
Pål-Nils Nilsson byl synem sochaře Roberta Nilssona (1894–1984) a textilní umělkyně Barbry Nilssonové (1899–1983). Po svatbě v roce 1928 odešli manželé do zahraničí na tříleté umělecké stipendium. Žili hlavně v Římě, kde se v roce 1929 narodil jejich syn Pål-Nils Nilsson. Ve Švédsku žila rodina ve Stockholmu. Léto trávili pravidelně v Lerbergetu na jihu Höganäs, domovské oblasti Roberta Nilssona.

## Profesionální fotograf

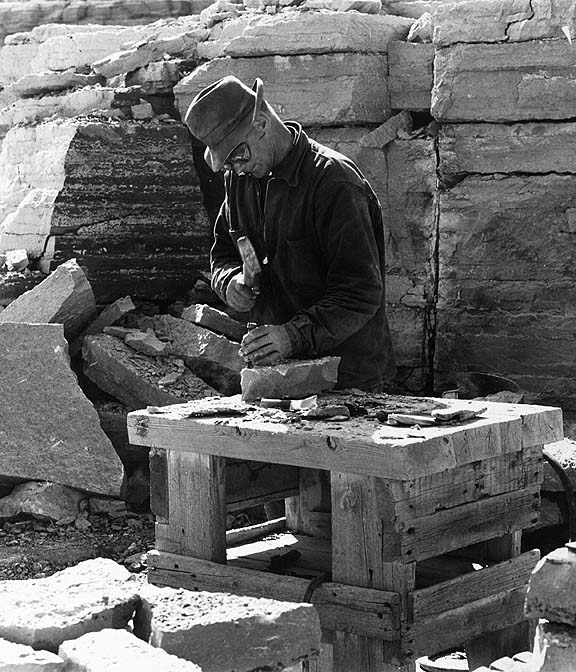
Pål-Nils Nilsson, Stonemason, asi 1960

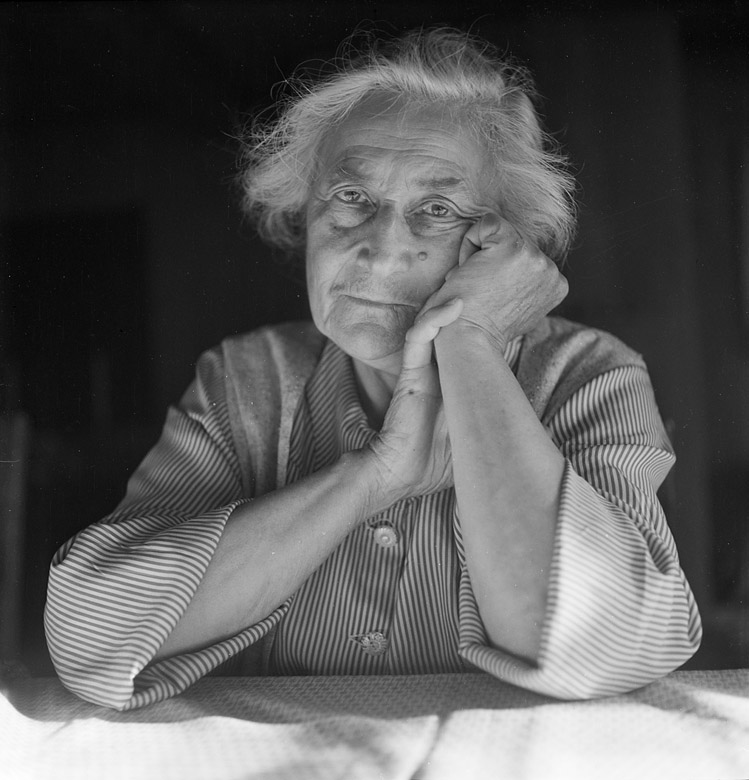
Malířka a zahradní architektka Emma Lundbergová, babička Pål-Nilse Nilssona

Nilsson začínal jako reklamní fotograf. Společně se Stenem Didrikem Bellanderem (1921–2001), Harrym Dittmarem, Svenem Gillsäterem (1921–2001), Rune Hassnerovou (1928–2003), Hansem Malmbergem (1927–1977), Georgem Oddnerem (1923–2007), Lennartem Olsonem (1925–2010), Hansem Hammarskiöldem (1925–2012), Torem Johnsonem a Hansem Malmbergem byl členem profesního kolektivu Tio Fotografer (Deset fotografů) založeného v roce 1958 a jejich následné fotografické agentury Tiofoto.
Skupina měla vliv na švédskou fotografii zejména proto, že její členové Pål-Nils Nilsson, Hans Hammarskiöld, Rune Hassner, Georg Oddner a Lennart Olson zastávali přední postavení ve vzdělávacích a institucionálních sférách a pravidelně vystavovali na významných místech pro fotografii. Celá skupina byla představena v Hasselbladově centru v roce 1998, tedy v době, kdy se Nilsson stal profesorem fotografie na Fothögskolanu v Göteborgu.

## Práce a uznání
Pål-Nils Nilsson je známý především fotografiemi švédské krajiny a kulturního prostředí a svými filmy pro televizi. Od roku 1955 po dobu 30 let ilustroval časopisy Švédské turistické asociace vydávané každoročně a další knihy. Pracoval na příbězích, které propagovaly zájmy menšinové skupiny Sámů („Laplanderů“ žijících na severu). Jeho fotografie sobů ve Švédsku publikovaly noviny The Times v roce 1965.
Fotograf a kurátor Edward Steichen zařadil Nilssonův snímek (pořízený dlouhou expozicí) mladé dívky, která naslouchá klavíristovi uprostřed vířící oslavy pro dospělé, na světové výstavě v Muzeum moderního umění Rodina člověka, kterou vidělo 9 miliónů návštěvníků. Nilsson byl zařazen do dvou dalších výstav MoMA; Poválečná evropská fotografie, 26. května – 23. srpna 1953, a Fotografie ze sbírky muzea, 26. listopadu 1958 – 18. ledna 1959.

## Osobní život
V roce 1954, ve věku 24 let, se Nilsson oženil s fotografkou Ingegärd Nanny Kristinou Nilssonovou (1931–2002), která se narodila v Göteborgu a měli spolu dvě děti. Rozvedli se v roce 1973.

## Sbírky
- Riksantikvarieämbetet získal 300 000 krajin a kulturních obrazů Pål-Nilse Nilssona do svého archivu
- Královská knihovna vlastní jeho portréty a fotografie.
- Zastoupen v Národním muzeu ve Stockholmu.

## Publikace
- Jansson, Sven B. F. (Sven Birger Fredrik); Nilsson, Pål-Nils; Svenska turistföreningen. Runstenar. [s.l.]: Svenska turistföreningen ISBN 978-91-7156-015-5.
- Nilsson, P.-N. (1956). Landskap. From series: Vi fotograferar, Stockholm: Bonnier.
- Viggo Sten Møller: A book about Barbro Nilsson, with pictures by Pål-Nils Nilsson, Trevi, Stockholm 1977, ISBN 91-7160-299-2
- Vägval (projekt), Nilsson, P.-N., & Landstingsförbundet. (1991). Vägval: Hälso- och sjukvårdens övergripande strukturer och framtiden. Stockholm: Landstingsförb.
- Nilsson, P.-N., Reuterswärd, B., Reuterswärd, H., & Rädda barnen. (1988). Från barn till barn, fjärran syskon: Om barn i Peru till barn i Sverige : en berättelse hur det gick till när svenska barn samlade pengar till barn på Andernas högplatå. Stockholm: Rädda barnen. Lindström, P. (2008). Svart på vitt om Tio fotografer. Lund: Historiska media.
- Nilsson, P.-N., & Ruong, I. (1967). Duov'dagat ja bargot: Låkkamušat sámi-gillii. Stockholm: SÖ-förl.
- Nilsson, P.-N., Olson, L., Grünstein, D., Penn, I., Shore, S., Pare, R., Wiklund, P.,... Camera obscura. (1983). Camera obscura: 1983. Stockholm: Camera obscura.
- Nilsson, P.-N., & Hård,. S. U. (1963). Nordiska Galleriet: Nybrogatan 11, Stockholm ö, 67 05 55. Snekkersten: Mobilia.
- Jansson, S. B. F., Nilsson, P.-N., & Svenska turistföreningen. (1980). Runstenar. Stockholm: Svenska turistföreningen.

## Galerie

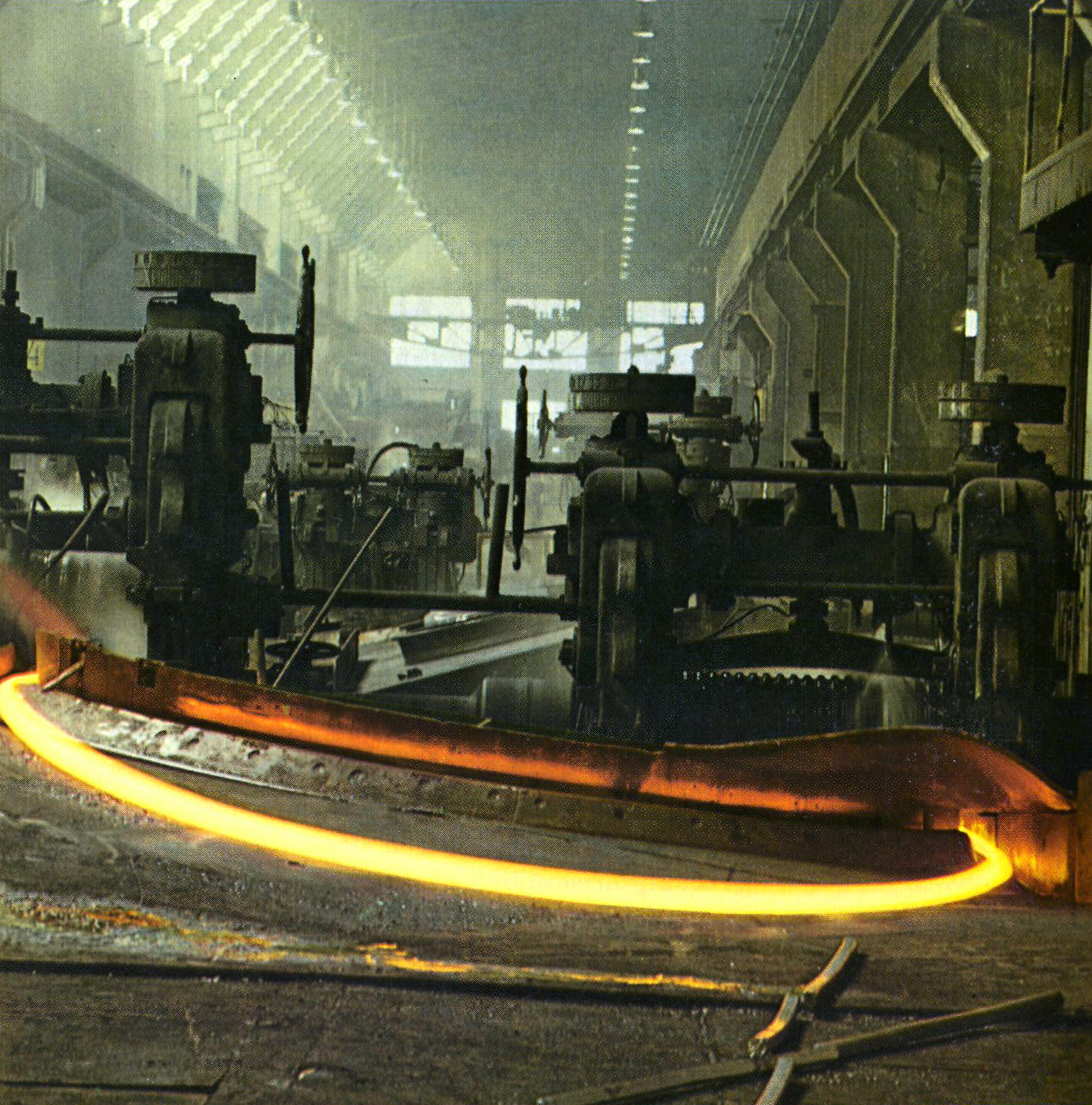
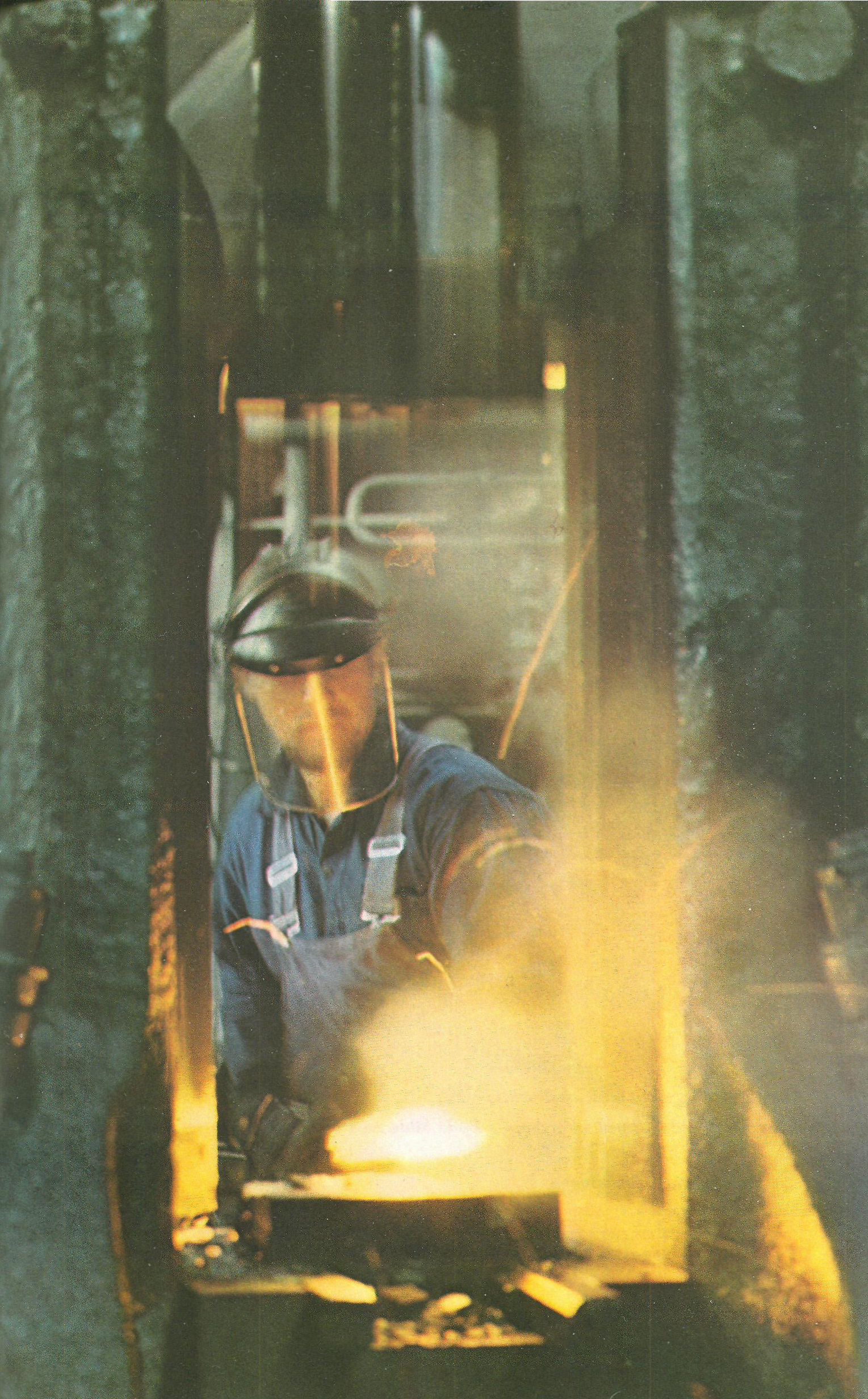
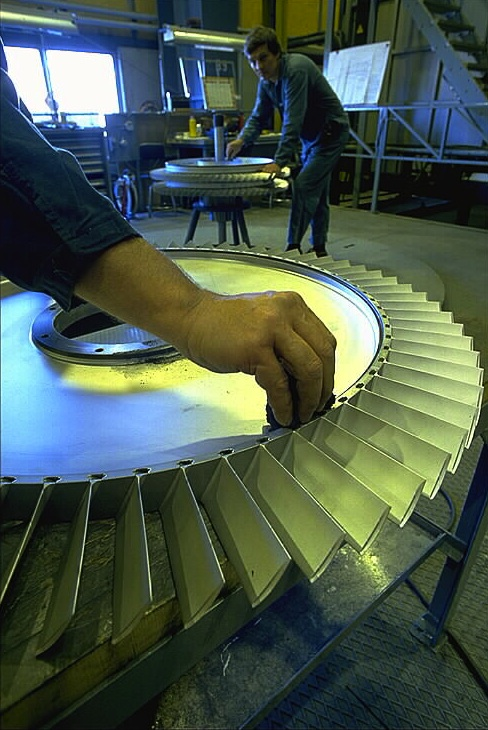
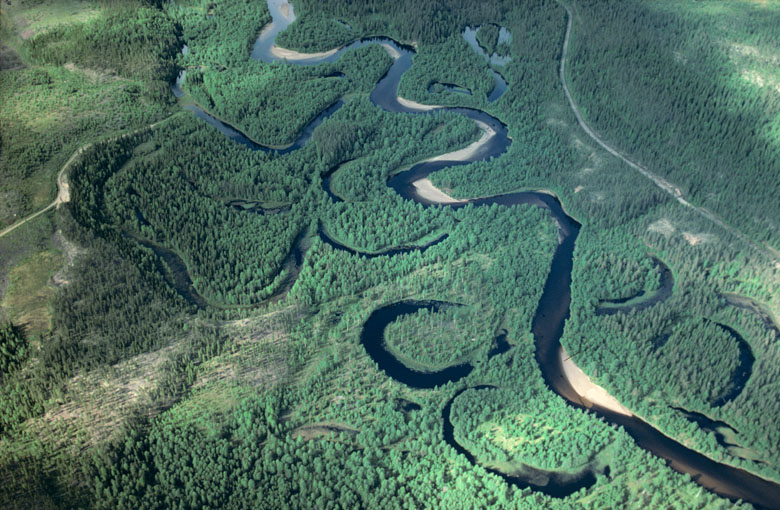
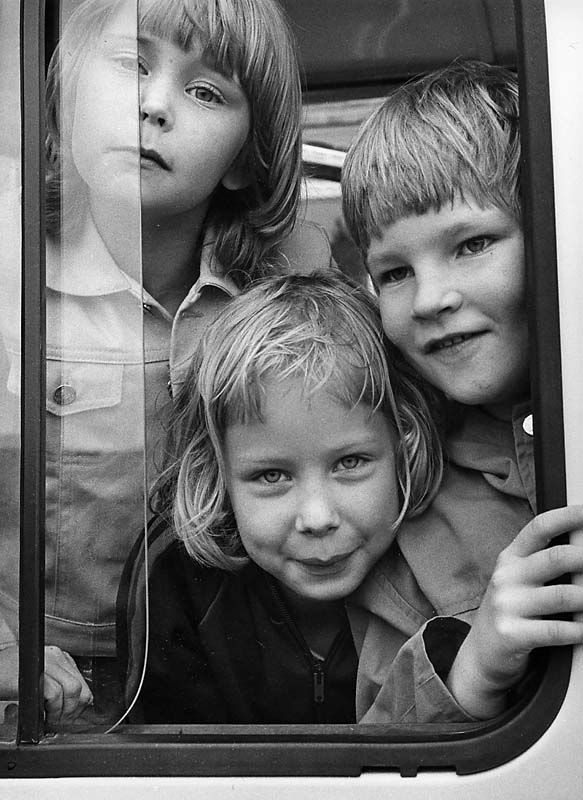
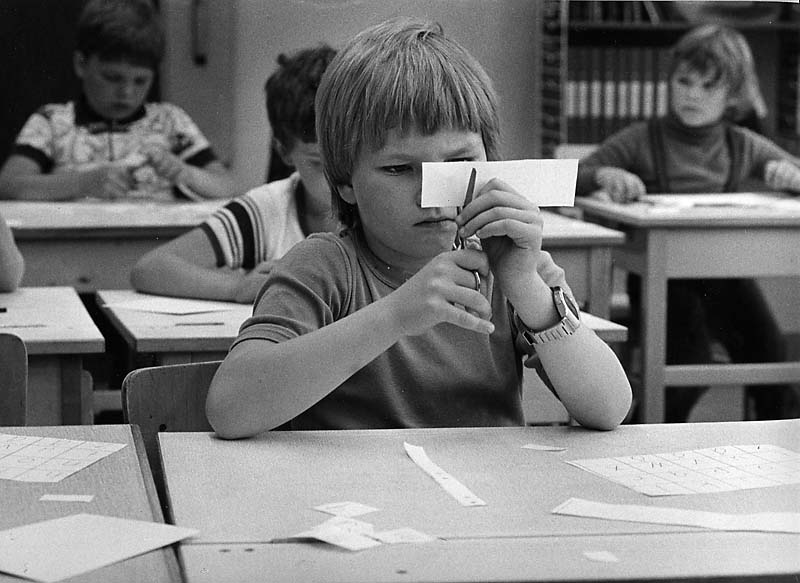
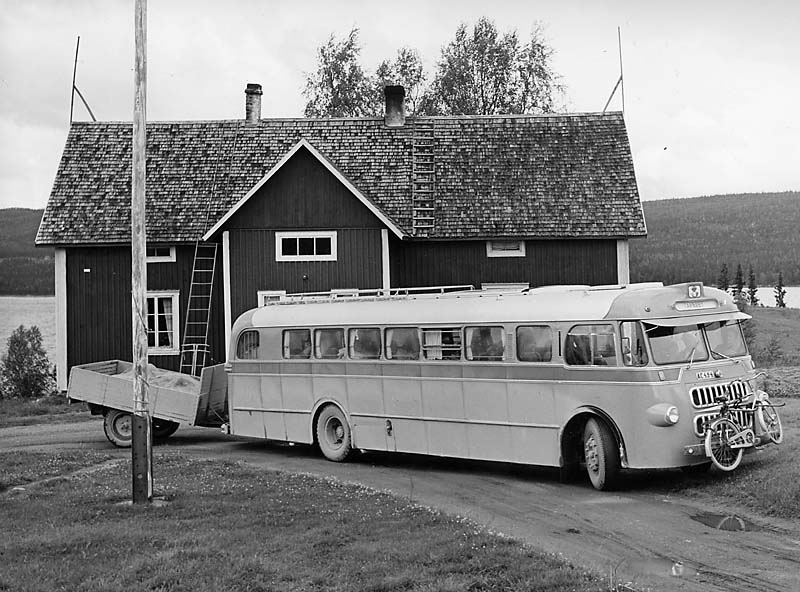
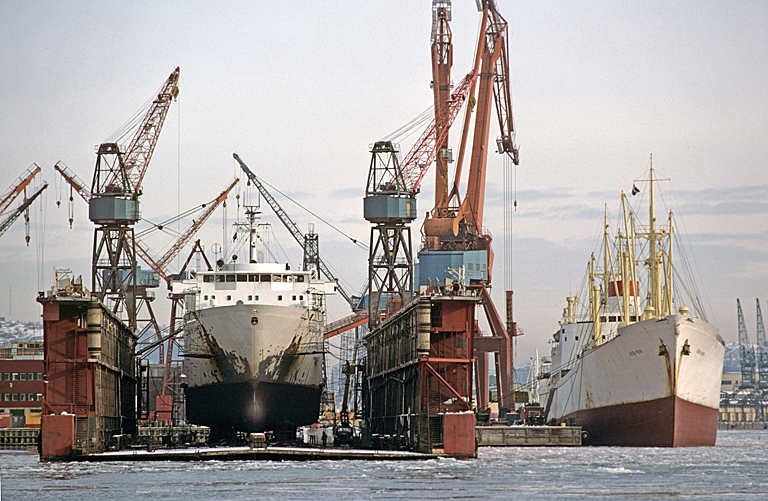
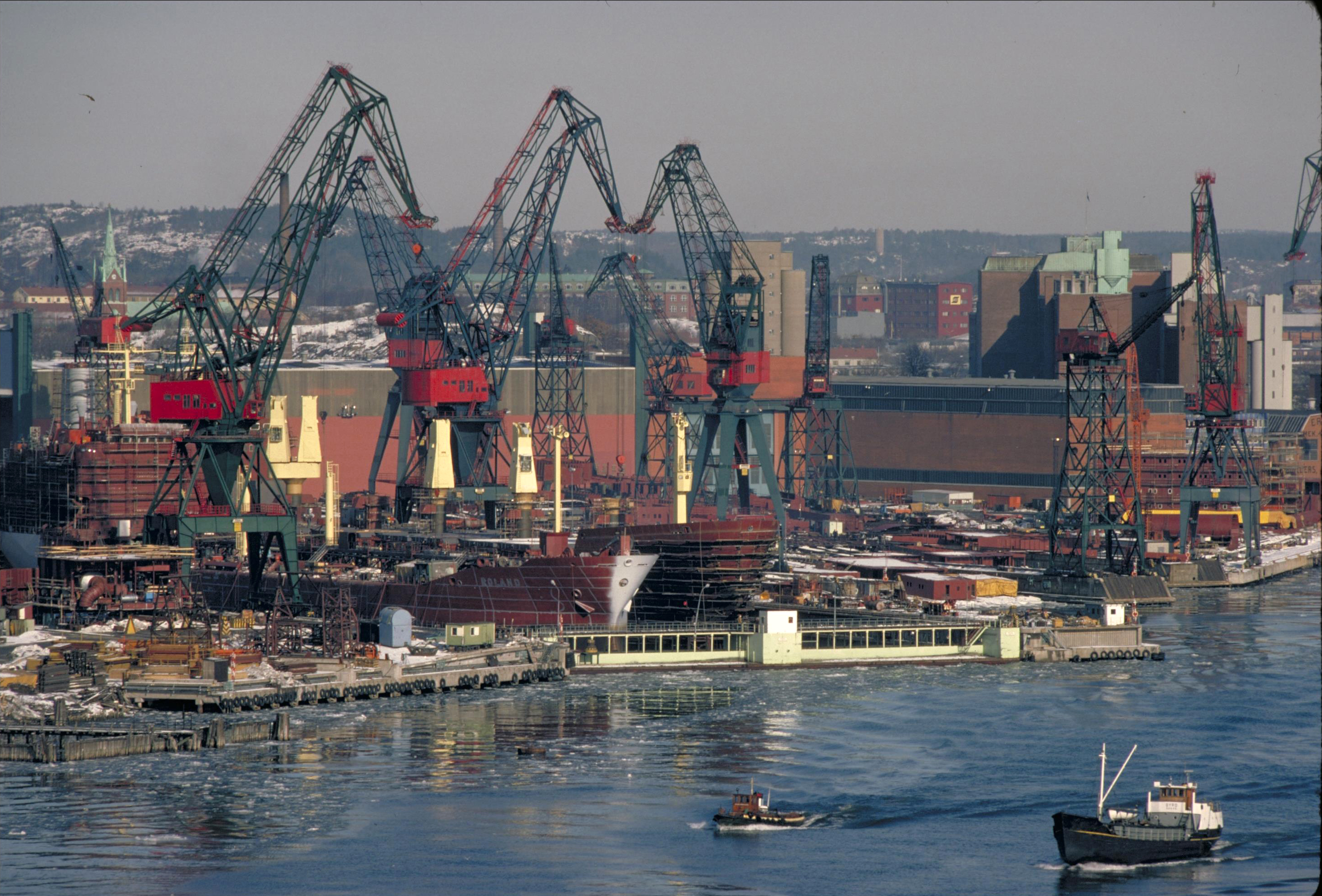
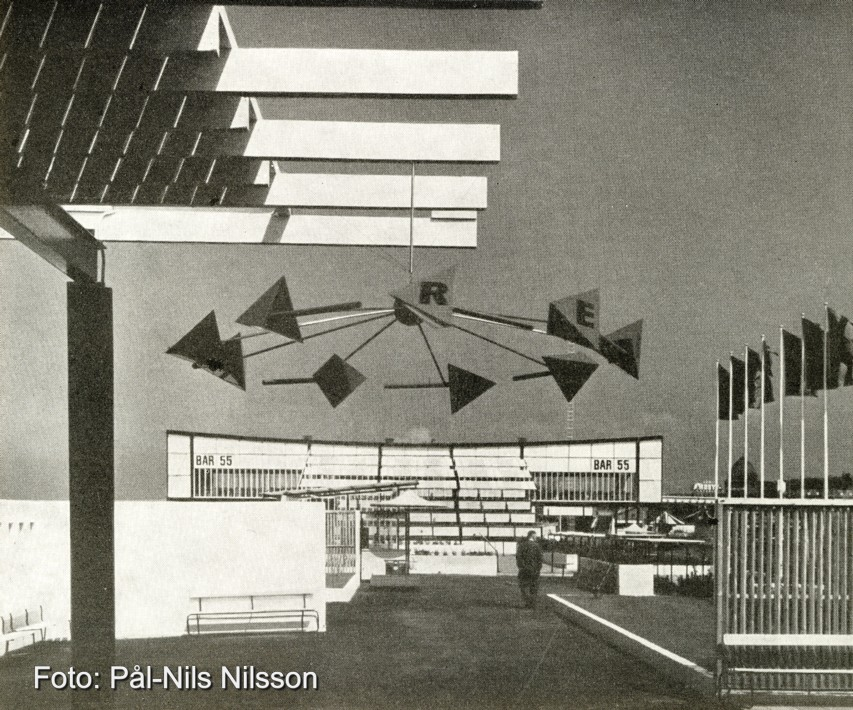
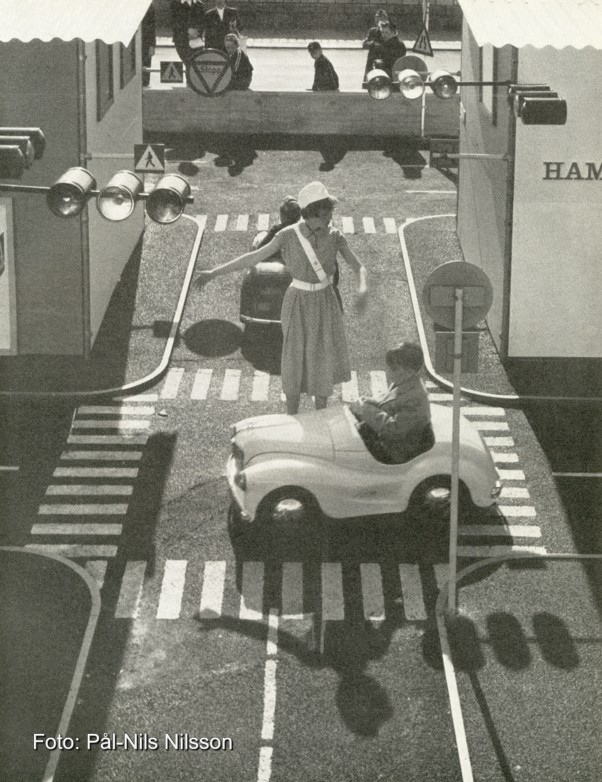
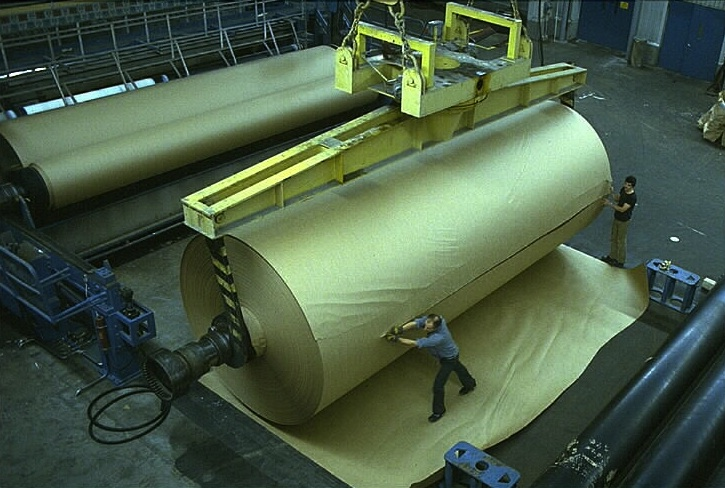
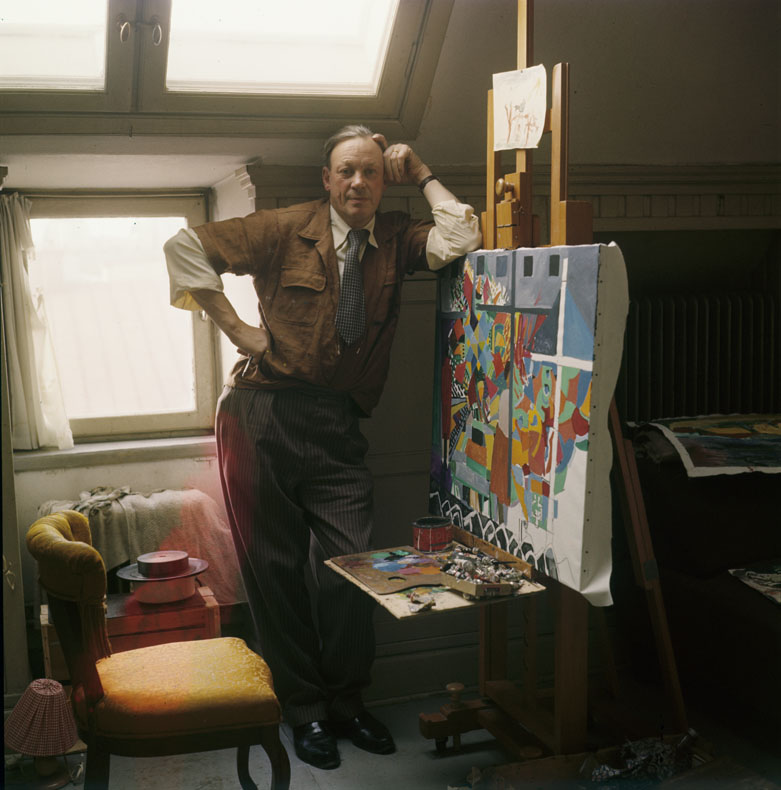